# Tsurphu
Klasztor Tsurphu (tybet. མཚུར་ཕུ་དགོན་པ) lub Tölung Tsurphu (tybet. སྟོད་ལུང་མཚུར་ཕུ) – klasztor buddyjski będący siedzibą karmapy, przywódcy Karma Kagyu, jednej ze szkół buddyzmu tybetańskiego. Znajduje się w Gurum, w dzielnicy Doilungdêqên, Tybetański Region Autonomiczny, Chiny, ok. 70 km od Lhasy.
Tsurphu położony jest w dolinie na wysokości 4480 m n.p.m. Klasztor założył w 1187 r. pierwszy karmapa Dysum Czienpa, a po jego śmierci klasztor stał się głównym ośrodkiem szkoły Karma Kagyu. Karmapowie byli mocno związani z królami i klasztorami w regionie Ü-Tsang i popierali ich interesy przeciwko szkole Gelug, co doprowadziło do otwartego konfliktu z V Dalajlamą. W 1642 r. Dalajlama wezwał na pomoc wojska mongolskie, które splądrowały region i klasztor Tsurphu. Na skutek tego Tsurphu nigdy już nie odzyskało swojego poprzedniego znaczenia. W 1959 r. klasztor poważnie zniszczyły wojska chińskie, a następnie w 1966 r. klasztor został całkowicie zburzony podczas rewolucji kulturalnej. Odbudowę Tsurphu podjął w 1980 r. Rangdziung Rigpe Dordże, a po jego śmierci zamieszkał w klasztorze jego następca Ogjen Trinlej Dordże aż do swojej ucieczki do Indii w 2000 r.
W Tsurphu w szczytowym momencie rozwoju mieszkało około tysiąca mnichów, obecnie jest ich około 300. W głównej świątyni, zwanej Garchen, znajduje się posąg I Karmapy oraz stupa, zawierająca relikwie XVI Karmapy. Znajdują się tu także apartamenty reprezentacyjne i mieszkalne karmapów. Obok położona jest świątynia Gonkhang, w której czczone są posągi boskich strażników klasztoru. W kolejnej świątyni Lhakhang Chenmo stoi 20-metrowej wysokości posąg Buddy Siakjamuniego.